# NGC 3941
NGC 3941 (другие обозначения — UGC 6857, MCG 6-26-51, ZWG 186.62, PGC 37235) — линзообразная галактика (SB0) в созвездии Большая Медведица.
Этот объект входит в число перечисленных в оригинальной редакции «Нового общего каталога».